# 本吉町
本吉町（日语：／ Motoyoshi chō */?）是位於日本宮城縣東北部，面向太平洋的一町。2009年9月1日，編入氣仙沼市。